# 餡掛け

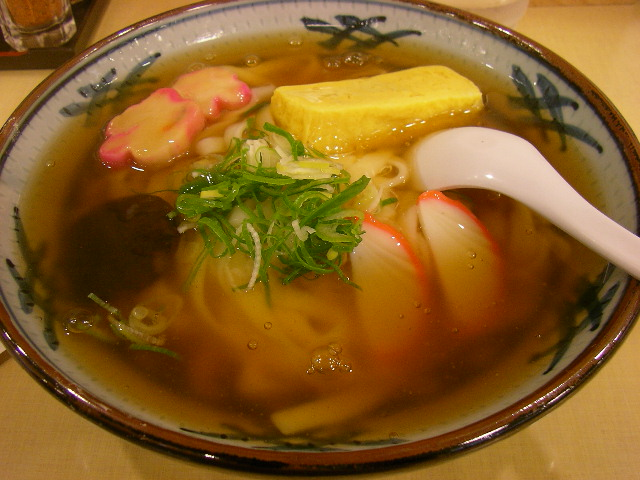
餡かけきしめん

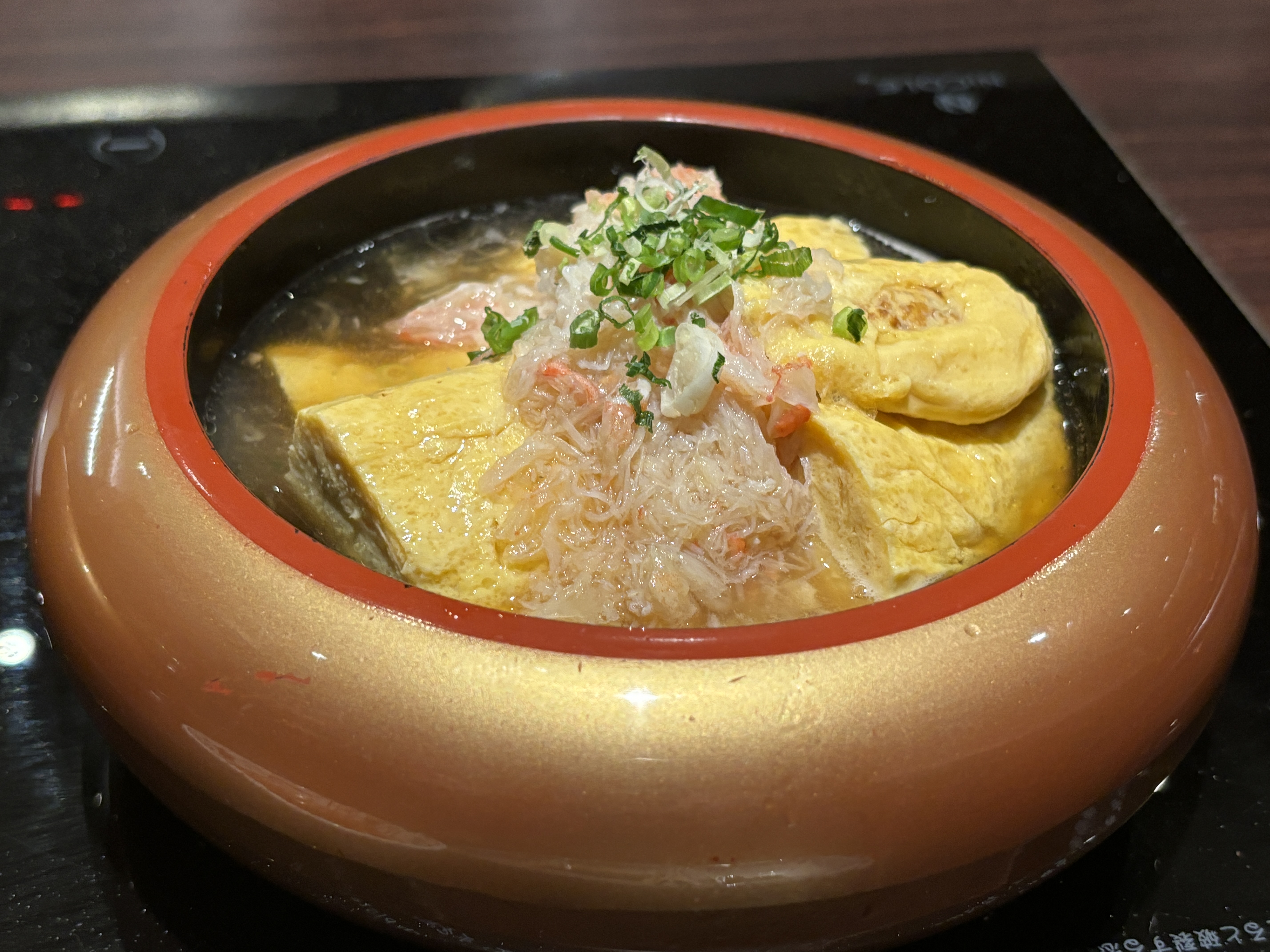
だし巻き卵とカニあんかけ

餡掛け（あんかけ）とは、調味液（煮汁）に水あるいは出汁で溶いたデンプン（葛粉、片栗粉（じゃがいも澱粉）など）を加えて加熱しとろみを付けそれをかけた料理の総称。また、特に調味しただし汁に水溶きの葛粉や片栗粉を用いてとろみを付けたうどんやそばのこと。

## 概要
葛餡（くずあん）は葛溜（くずだまり）とも呼ばれる。蒸した料理あるいは茹でた料理の上からかけたり、あるいは、下に敷いて用いられることもある（敷餡という）。
餡掛けを用いた料理は口触りが滑らかになり冷めにくく体が温まるという特徴がある。
なお、餡は元々詰め物という意味の言葉であり餅などの中に入っていたのだが、入れずに上からかけたものも餡と呼ぶようになったことで餡掛けという言葉が生まれた。ただし広く意味が変化した日本と違い、中国では現在も餡という言葉は詰め物の意味でのみ使われる。
餡掛けに相当するものは中国料理では溜（リウ）と呼ばれる。
中国では、餡掛け御飯全般を烩飯（フイファン）と呼び、中国のほかシンガポールをはじめとする華人のいる東南アジアの中華圏において広く食されている。

## うどん・そば
調味しただし汁に水溶きの葛粉や片栗粉を用いてとろみを付けたうどんやそばのことを単に「餡掛け（あんかけ）」と称することがある。江戸時代には「あんぺい」と称され、上方では「のっぺい」と称されたという。あんかけうどんやあんかけそばも参照。